# Rhodomantis carinicollis
Espèce
Synonymes
- Truxomantis carinicollis Werner, 1933[2]

Rhodomantis carinicollis est une espèce de mantes de la famille des Mantidae.

## Systématique
Cette espèce a été décrite initialement par Franz Werner en 1933 sous le protonyme de Truxomantis carinicollis, à partir de spécimens collectés dans le Nord de l'Australie.

## Publication originale
- (de) Franz Werner, « Einige teilweise neue asiatische und australische Mantodeen », Revue suisse de zoologie, MHNG, vol. 40,‎ 1933, p. 441–447 (ISSN 0035-418X, DOI 10.5962/BHL.PART.117945, lire en ligne).